# 劣等感 (アルバム)
劣等感（れっとうかん）は、シャ乱Qの4枚目のアルバムであり、2枚目のオリジナルフルアルバム。

## 内容
ジャケットでは、メンバー全員が迷彩服を着用。アートディレクターをリリー・フランキーが担当。

## メンバー
シャ乱Q
つんく - ボーカル、アコースティック・ギター
はたけ - ギター、ベース
まこと - ドラムス
たいせー - キーボード
しゅう - ベース

## 収録曲

### CD
| #         | タイトル                           | 作詞            | 作曲            | 編曲               | 時間  |
| --------- | ---------------------------------- | --------------- | --------------- | ------------------ | ----- |
| 1.        | 「プライド」                       | つんく          | つんく          | 鳥山雄司 & シャ乱Q | 3:27  |
| 2.        | 「女友達」                         | つんく          | はたけ          | 矢代恒彦 & シャ乱Q | 5:12  |
| 3.        | 「恋をするだけ無駄なんて」         | まこと & つんく | はたけ          | 鳥山雄司 & シャ乱Q | 4:35  |
| 4.        | 「「ずっと愛してる」」             | まこと & つんく | つんく & はたけ | 矢代恒彦 & シャ乱Q | 5:36  |
| 5.        | 「シングルベッド」                 | つんく          | はたけ          | 鳥山雄司 & シャ乱Q | 5:24  |
| 6.        | 「自惚れて Fall in love」          | つんく          | つんく          | 矢代恒彦 & シャ乱Q | 4:56  |
| 7.        | 「きっと」                         | つんく          | つんく          | 嶋田陽一 & シャ乱Q | 4:39  |
| 8.        | 「同棲」                           | つんく          | はたけ          | 鳥山雄司 & シャ乱Q | 4:19  |
| 9.        | 「はしゃぎ過ぎた夏」               | つんく          | はたけ          | 鳥山雄司 & シャ乱Q | 4:29  |
| 10.       | 「相棒～for all of my brothers～」 | まこと & つんく | はたけ & しゅう | 矢代恒彦 &シャ乱Q  | 4:51  |
| 合計時間: | 合計時間:                          | 合計時間:       | 合計時間:       | 合計時間:          | 47:28 |